# You never can tell
You never can tell is een rock-'n-rollnummer van de Amerikaanse zanger Chuck Berry. Het kwam in 1964 uit op single op Chess Records en op de LP "St. Louis to Liverpool". De single bereikte de veertiende plaats in de Billboard Hot 100 op 5 september 1964.
Het nummer kreeg nieuwe bekendheid in 1994 door de film Pulp Fiction, geregisseerd door Quentin Tarantino. Daarin dansen Vincent Vega (John Travolta) en Mia Wallace (Uma Thurman) op dit nummer in het kader van een danswedstrijd.

## Tracklist

### 7" Single
Chess 1906 [US] (07-1964)
1. You never can tell
2. Brenda Lee

## Hitnotering in Nederland
| Tijd Voor Teenagers Top 10 | 24-10-1964 | Positie: | 9 | 10 | uit |

### NPO Radio 2 Top 2000
| Nummer met noteringen in de NPO Radio 2 Top 2000 | '01  | '02  | '03  | '04  | '05  | '06  | '07  | '08  |
| ------------------------------------------------ | ---- | ---- | ---- | ---- | ---- | ---- | ---- | ---- |
| You never can tell (Emmylou Harris)              | 1956 | 1750 | 1912 | 1778 | 1869 | 1708 | 1793 | 1748 |

1. ↑  Een vetgedrukt getal geeft de hoogste notering aan.
2. ↑  2001 was het eerste jaar met een notering voor dit nummer.
3. ↑  Deze tabel is bijgewerkt tot en met de laatste editie (2024).

## Covers
Covers van You never can tell zijn opgenomen door onder meer John Prine, New Riders of the Purple Sage, Bruce Springsteen, Bob Seger en Emmylou Harris op haar LP Luxury Liner uit 1977. Haar versie, onder de titel (You never can tell) C'est la vie werd ook uitgebracht op single en bereikte de top-tien in Billboard's Hot Country Singles; het was ook een hit in Nederland (nummer 5 in de Nederlandse Top 40 en nummer 4 in de Nationale Hitparade).